# Del tha Funkee Homosapien
Teren Delvon Jones (Oakland, 12 augustus 1972), beter bekend onder zijn pseudoniem Del the Funkee Homosapien, is een Amerikaanse rapper. Hij was de oprichter van Hieroglyphics en was later ook lid van supergroep Deltron 3030. Jones werkte ook mee aan overige projecten, zoals Gorillaz.
Jones begon zijn carrière met het tekstschrijven voor de band Da Lench Mob van zijn neef Ice Cube. Na zijn debuutalbum I Wish My Brother George Was Here in 1991 (met hitsingle Mistadobalina) richtte Jones Hieroglyphics op, waar hij de MC van werd. Hij bracht later nog vier solo-albums uit. Voor Gorillaz werkte hij mee aan twee singles: Clint Eastwood en Rock the House.

## Discografie

### Solo-albums
- 1992 • I Wish My Brother George Was Here
- 1993 • No Need for Alarm
- 1998 • Future Development
- 2000 • Both Sides of the Brain
- 2004 • The Best Of Del tha Funkee Homosapien: The Elektra Years
- 2008 • Eleventh Hour

### Met Hieroglyphics
- 1998 • 3rd Eye Vision
- 2003 • Full Circle

### Met Deltron 3030
- 2000 • Deltron 3030
- 2013 • Deltron Event II

- Bibliothèque nationale de France: cb139637977 (data)
- Gemeinsame Normdatei: 134752635
- International Standard Name Identifier: 0000 0000 7839 6667
- Library of Congress Control Number: no98016664
- MusicBrainz: a31a5e0c-d37a-41a8-90d5-9e256a47d83b
- Système universitaire de documentation: 158361393
- Virtual International Authority File: 79762063
- WorldCat: E39PBJpDMw4cBcvvfRrWkTcdcP